# El Manantial, Tantoyuca
El Manantial är en ort i Mexiko.   Den ligger i kommunen Tantoyuca och delstaten Veracruz, i den sydöstra delen av landet, 240 km norr om huvudstaden Mexico City. El Manantial ligger 161 meter över havet och antalet invånare är 132.
Terrängen runt El Manantial är huvudsakligen platt. El Manantial ligger uppe på en höjd. Runt El Manantial är det ganska tätbefolkat, med 72 invånare per kvadratkilometer. Närmaste större samhälle är Tantoyuca, 7,5 km väster om El Manantial. Trakten runt El Manantial består till största delen av jordbruksmark.